# Невидљиви хероји
Невидљиви хероји је пројекат који је 10. јула 2020. године покренуло Представништво Републике Српске у Грчкој уз подршку Владе Републике Српске и Министарства за европске интеграције и међународну сарадњу, са основним циљем да се забележе сви хумани хероји и никад не заборави несебична помоћ коју је народ Грчке пружио српском народу током рата 90-тих година прошлог века.
Уз срдачну помоћ Јаниса Серветаса, једног од најпознатијих грчких глумаца, упућен је позив да се јаве сви они који су безрезервно пружили помоћ и угостили децу
Током рата скоро 20.000 деце која су преживела ужасе рата, изгубили једног или оба родитеља, као и деца којима је била потребна помоћ било је смештено у грчким породицама у 28 градова и више од 150 општина широм Грчке.

## Програм гостопримства
Први програм опоравка деце у грчким породицама започео је на лето 1992. године преко Црвеног крста Србије и Црвеног крста Грчке, где су деца уз помоћ Српске православне цркве и Православне цркве Грчке, била смештена у летњим камповима широм Грчке. Након драматичне ескалације грађанског рата у БиХ, на иницијативу Централне уније општина и заједница Грчке (ΚΕΔΚΕ) створен је програм гостопримства „деце рата” уз подршку Министарства здравља и социјалне заштите, ГПЦ, Црвеног крста и других државних и друштвених организација, као и многих непрофитних и добротворних организација.
Циљ програма је био да се групе од по двадесеторо деце, старости од 8 до 10 година, доведу у грчке породице на најмање шест месеци. Због велике подршке грчке јавности овом програму где се јавио двоструко већи број породица и организација које су желеле да помогну, градови и општине из свих делова Грчке, укључили су се у програм гостопримства. 
Програм гостопримства наставио се током 1994, 1995 и 1996. године. У исто време Православна црква Грчке, Црвени крст Србије и Црвени крст Грчке организовали су три пута годишње групе деце која су смештена у породице и кампове у Грчкој током ускршњих, божићних празника и током летњег распуста. 

## Неке од општина и заједница
Неке од општина и заједница су биле: Агиос Мамас, Агринио, Егио, Александруполи, Алмирос, Аргостоли, Аргируполи, Аспровалта, Авлона, Василика, Вериа, Волос, Виронас, Галаци, Драма, Евосмос, Илиоуполи, Ираклио, Солун, Тхива, Илион, Кавала, Каламата, Каламариа, Калахори, Калимнос, Катерини, Крф, Керацини, Козани, Комотини, Килкис, Ко, Ларисса, Ламиа, Лесвос, Лемнос, Ливадиа, Мосхато, Науса, Наксос, Неа Евкарпиа, Неа Каликратиа, Ксанти, Орестиада, Ормилиа Халкидикис, Палеохори Халкидикис, Патра, Палини Атикис, Перистери, Птолеамида, Рафина, Ретхимно, Синдос, Соуфли, Спата, Трикала, Халандри, Ханиа, Хаидари, Хиос, Псакоудиа Халкидикис...